# Сарач Михайло
Михайло Семенович Сарач (фр. Michel Saratch 19 липня 1909, Москва - 14 серпня 2000, Париж) - французький юрист, підприємець, меценат, Академік РАПН. Учасник Руху Опору. Почесний громадянин міста Бахчисарая (посмертно).

## Біографія
Народився 19 серпня 1909 року в Москві в багатій караїмської сім'ї. Батько - Семен (Сима) Сарач, був одним із двох директорів євпаторійського товариства взаємного кредиту (помер 7 квітня 1959 у Франції); мати - Ганна Бобович, стоматологиня, померла 8 квітня 1969 року. В еміграції в Парижі Семен і Анна Сарач керували стоматологічним кабінетом. Брат - Марк Сарач (1912, Євпаторія - 2003 Париж), стоматолог. Дід - Мордехай Сарач, був габбаєм (старостою) караїмської громади Євпаторії.
У 1920 році Михайло емігрував з батьками спочатку до Туреччини, потім до Югославії, де закінчив юнкерське училище, потім жив у Франції. Закінчив школу єзуїтів для емігрантів з Росії, а в 1936 році - юридичний факультет Паризького університету. З 1935 по 1938 роки - член паризької масонської ложі Гамаюн.
Разом з більшістю інших французьких караїмів-емігрантів перейшов до християнства. Працював адвокатом, очолював в Парижі фірму кашне і краваток «Paris-Smart», співпрацював з будинком моди «Nina Ricci». З початком Другої Світової війни був покликаний до французької армії, служив в званні унтер-офіцера, після - втік з полону, брав участь в русі Опору.
«Вперше московське караїмська суспільство встановило контакт [з М. Сарачем] в 1991 році з приводу видання газети». У 1992 році був створений фонд М. Сарача, який в 1994 р придбав офіційний юридичний статус під назвою «Центр культури та розвитку караїмів "Карайлар"». М. Сарач фінансував видання «Караїмської народної енциклопедії» (з 10-ти томів вийшло 6, видання було припинено в зв'язку зі смертю М. Сарача) і газети «Караимские вести» (1994-2002). Його перу належить ІІ-й том енциклопедії (Релігія кримських караїмів), а також безліч публікацій про релігію і історію караїмів. Дотримувався тюркської теорії походження караїмів. Як згадує Емілія Лебедєва: «Протягом останніх 5-7 років він виділяв на надання допомоги караїмам Москви, Санкт-Петербурга, Ростова і Криму до 100 тис. доларів на рік».
Помер 14 серпня 2000 року в Парижі. Похований на кладовищі в Булонском лісі. На караїмському кладовищі біля Чуфут-Кале М. Сарачу встановлений так званий «йолджи-таш» (кенотаф).

## Нагороди
- Премія імені Іллі Казаса (1996)[1][13].
- Премія імені С. Дувана (2000; спільно з К. Батозським, Б. Кушлю, С. Кушуль (посмертно), С. Сінані, В. Тіріякі , Д. Елем) - за відновлення комплексу караїмських кенас Євпаторії[14].

### Праці М. Сарача
- Сарач М. С. Слово о вере и религии караимов // «Караимские вести» : газета. — Москва, 1994. — № 3 (29 березня). — С. 1.
- Сарач М. С. Учение Иисуса Христа и христианские религии // «Караимские вести» : газета. — Москва, 1994. — № май. Приложение (29 березня). — С. 1.
- Сарач М. С. Пророки, Коран и религии // «Караимские вести» : газета. — Москва, 1994. — № декабрь. Приложение (29 березня). — С. 1.
- Сарач М. С., Казас М. М. Вступительное слово о караимском языке // «Караимские вести» : газета. — Москва, 1995. — № 17 (29 березня). — С. 1.
- Сарач М. С. Учение Анана. Анан бен Давид, его вера и учение VIII века, широко применяемые в XX веке. — Париж, 1996. — 31 с.
- Сарач М. С. Анан бен Давид — последователь Сократа. — М., 1997. — 8 с.
- Сарач М. С. История и суть религиозных верований. — Москва-Париж, 2000. — 172 с.
- Сарач М. С. Религия крымских караев (караимов) // Караимская народная энциклопедия. Том II. Вера и религия. — Париж, 1996. — 169 c.

### Про М. Сарача
- Т.А. Тихонова. Родился, жил и умер караимом // «Караимские вести» : газета. — Москва, 2000. — № 6 (29 березня).
- Т. Щёголева. Основные этнокультурные аспекты русскоязычной караимской публицистики. — Москва : Тирош, 2003. — № 6 (29 березня). — С. 231—232.
- Казас М. М. О работах фонда М. С. Сарача в Крыму // «Караимские вести» : газета. — Москва, 1994. — № 1 (29 березня). — С. 1.
- Сарач М.М. Михаил Семёнович Сарач // «Караимские вести» : газета. — Москва, 1996. — № 21 (29 березня). — С. 1.
- Сарач Михаил Семенович. Некролог // Евпаторийская здравница : газета. — Евпатория, 2000. — № 17 августа (29 березня).